# Nautic Radio Kaštela
Radio Kaštela, radijska postaja iz Kaštela. Od 2012. do prestanka emitiranja nosila je ime Nautic Radio Kaštela.

## Povijest
S emitiranjem počela je 1. rujna 1991. u 8.30 na frekvenciji 94,1 FM. Prve riječi bile su riječi Mije Grgina, „Slušate radio Kaštela“. Bili su prva privatna radijska postaja u široj okolici. Postaja je prebrodila sve početne oskudice, nedostatak opreme, početne nedaće, ratne tegobe i unatoč svim zlogukim prognozama opstala. Izgradila je identitet da su ju s nazivali "domaćim radijom", uz brojni malomještanski i seoski humor. Zaslužni za to bili su Fedor Bašić, Mirsad Arapović, Tonći Antunović, Darinka Jurašin, kao i Tonči Katalinić, Ivan Sedlar i Jozo Cikojević. Programski sadržaj ispunjali su informativni program, razgovori, glazba. Slušatelji su slušali glasove Joška Vukšića, Vedrana Očašića, Joška Grgina, Tonća Bibića, Valerije Konta Maglica, Edite Perkov Ugrin, Amre Pašić, Slavice Vuković, Dražena Katalinića, Dolores Rudan, Damira Matasa, Boška Vučemilovića, Josipe Glavota, Bernarde Rajčić, Vladimira Pilepića, Sandra Bilandžića, Tončice Rakele i inih. U pozadini su bili urednici i tehnički realizatori poput Josip Bepa Mornara, Damira Milana, Tonija Tarašića, Kreše Mrše, Ivana Jurića i ostalih. Specifičnu boju sadržaju davali su Marko Vrdoljak, Srećko Mandić te Ivan Delaš. Prepoznatljivi jingl bio je Krugoval Kaštela. 
Od 2002. su rashodi bili znatno veći od prihoda i u tom su se razdoblju često mijenjale vlasničke strukture, pa je neko vrijeme vlasnikom bio i Grad Kaštela. Zbog krize je 2008. mnoštvo je lokalnih radija u Hrvatskoj ušlo u tzv. nacionalne mreže. Radio Kaštela je prodajom postao prvo Radio Šponda (umrežen s Radio Salonom), a zatim i dio Soundset mreže koja pokriva veliki dio Hrvatske. Financijska kriza pogodila je i pokrovitelje pa je postaja teško financijski funkcionirala. Broj djelatnika se smanjivao pa je spalo na samo dvoje i bilo je došlo do blokade. 16. travnja 2012. postaja je ponuđena na prodaju. 20. travnja 2012. godine kupila ju je tvrtka Marina Kaštela. U službenom obrazloženju iz Marine Kaštela, kao jedan od glavnih razloga kupnje naveli su nautičko-turističku promidžbu. Kupnjom je postaja promijenila ime u Nautic radio Kaštela. Radio Kaštela dobio je prijeko potrebnu financijsku pomoć, podmirena su sva dugovanja su podmirena i sačuvana je tradicija kaštelanskog radija. Kupnjom je 1. kolovoza 2012. promijenila je sjedište i prešla je na adresu Kaštel Gomilica (Giričić), ul. F. Tuđmana 213 (upravna zgrada Marine Kaštela). Gospodarska kriza u Hrvatskoj nije posustajala pa je vremenom postaja postala teret vlasniku. Svibnja 2017. Radio Kaštela d.o.o je od Vijeća za elektroničke medije zatražio prekid dosadašnje koncesije. 
Na svojoj sjednici od 3. svibnja Vijeće za elektroničke medije usvojilo je prijedlog Radio Kaštela za prekidom važeće koncesije te je utvrđeno da ugovor s njima o korištenju koncesije na širem području grada Kaštela prestaje važiti 15. lipnja. 15. lipnja 2017. prestala je s emitiranjem. Postaja je bila omiljena na kaštelanskom području i rado slušana, te je prekid koncesije izazvao niz reakcija građana. Iz ureda vlasnika izjavili su da odreknuće od koncesije ne podrazumijeva gašenje Radio Kaštela, te da se ne gase nego restrukturiraju te da namjeravaju do kolovoza 2017. izboriti uvjete za novu koncesiju.
Signalom su pokrivali područje Kaštela, Splita, Solina, Trogira te otoke Brač i Šoltu. Postaja je bila izrazito dalmatinskog štiha. Pokrivali su široki raspon tema, od zabave i glazbe do informativnih vijesti, kulture, športa i obrazovanja. U posebnost programa spadalo je promicanje nematerijalne baštine, klapske pjesme, običaja i kulture dalmatinskog kraja, turizma, zaštite okoliša, amaterskog športa i zdravog života.
Kultna emisija postaje bila je Happy Time koju je Radio Kaštela emitirala od 1993. godine svakog petka poslijepodne. Pokrenuli su ju Marko Vrdoljak i Tonći Katalinić, a vrlo brzo pridružili su im se i Srećko Mandić (1970-ih mladi reprezentativac Hrvatske, te malonogometni trener), kao Mali Mate te Ivan Delaš kao Baba Manda.

## Vanjske poveznice
- Službene stranice  Arhivirana inačica izvorne stranice od 25. studenoga 2020. (Wayback Machine)
- Facebook